# Емиши
Емиши (јап. 蝦夷, у преводу варвари) или Езо, јапански термин који означава разна не-јапанска домородачка племена у Јапану. Тим именом Јапанци су називали номадска племена која су насељавала источне и северне делове острва Хоншу у раној историји Јапана (4-10. век), а касније и народ Аину са острва Хокаидо. Северне области Хоншуа припојене су јапанском царству после жестокох борби почетком 9. века, али још 941. покорени Емиши устали су на оружје и нанели тешке губитке јапанским досељеницима. Касније у једанаестом веку, на крајњем североистоку су вођене опсежније кампање против Емишија (или Езоа) који су зауставили плаћање пореза. Изведене су две дуге кампање, познате као Ранији деветогодишњи рат (1051-62) и Каснији трогодишњи рат (1083-87), пре него што је поново успостављен стабилан поредак у региону.

## Порекло
Порекло народа Емиши и Аину је нејасно. Народ Џомон, најстарије познато становништво Јапана у неолиту (око 7500-300. п. н. е.), се некада поистовећивао са Аинуима, који сада заузимају делове Хокаида и често се сматрало да имају везе са северним кавкаским народима. Ово гледиште је донекле ревидирано и археолози сада сматрају само најновију Џомон културу (1000-300. п. н. е.) на северу за Аину, која се вероватно може повезати са историјским народом Езо или Емиши, људима који су се први пут појавили у јапанској књижевности као домородачко становништво у раштрканим насеобинама на острву Хоншу, које се опирало раној јапанској експанзији у источним и северним областима острва Хоншу од средине 4. до почетка 9. века. Као група, на њих се гледало као на претњу јапанској експанзији једино на северу . После једног века ратовања, они су се полако повлачили, пошто су претрпели одлучујући пораз од стране јапанских армија крајем осмог века. Они су остали да живе у региону Тохоку, у аутономним племенима која су плаћала порез јапанским властима, према много новијим историјским записима, бар до краја 11. века.
Археолошки, Езо су имали много заједничких културних карактеристика са Јапанцима, али како су се повукли у Хокаидо, остали су на културном нивоу ловаца-сакупљача, иако су можда дали велики допринос раној јапанској мисли, посебно погледима на свет духова. Ипак, Јапанци су их игнорисали све док се сматрало да је Хокаидо лишен ресурса. Међутим, откриће богатих рудника угља и потенцијала за узгој пиринча радикално су променили тај став у деветнаестом веку.
Скелети Аинуа разликују се од скелета модерних Јапанаца, али физички антрополози сматрају да је Џомон популација остеолошки прилично блиска Хокаидо Аину и млађој палеолитској евроазијској популацији. Треба имати на уму да су миграције у Јапан долазиле кроз две, а понекад и три тачке уласка. Било је релативно мало мешања; иначе би типологија грнчарије била мање сложена. Физичке разлике у људима из периода Џомон нису биле велике и резултат су првенствено побољшане исхране и веће вежбе, а не расног мешања. Лобање су скоро брахикранијалне после Средњег Џомона. Људи Цугумо и Јошиго имали су просечну висину од 157 до 158 центиметара, нешто ниже од људи Хирасака. Неки физички антрополози имају тенденцију да виде много физичког континуитета од Џомона до историјских времена, држећи да су промене биле квантитативне, а не квалитативне. Никада локално становништво није било преплављено или истиснуто од стране довољно придошлица да изазове карактеристичну промену.

## Историја
Емиши се први пут помињу у јапанским хроникама из 7. века, које описују оснивање јапанског царства од стране цара Џимуа, који се приликом сеобе са Кјушуа на исток, на централном Хоншу-у сукобио са њиховим поглавицама и однео победу, освојивши плодну равничарску област касније провинције Јамато. Јапанске хронике традиционално датирају овај поход од 667. до 660. године пре. н.е, али је према археолошким налазима много вероватније да се миграција људи из гвозденог доба са Кјушуа у централни Јапан није одиграла пре 350. године нове ере.
Емиши нису били једина група домородаца каја је пружила отпор јапанском освајању: на југу острва Кјушу племена позната под именом Кумасо опирала су се Јапанцима све до владавине 12. цара (Кеико).
Око 400. године нове ере Емиши су контролисали велике области Хоншуа источно од провинције Јамато, али је граница јапанског царства постепено померана на исток: до 720. године потиснути су све до данашњег града Сендај, где је подигнута тврђава Того за одбрану границе, али су већи део провинција Дева и Муцу остали у њиховим рукама. Царски канцелар Фуџивара Накамаро покушао је да освоји северне области 776, али је отпор Емишија био неочекивано жесток: тврђава Того је спаљена, а све до 790. домороци су били у офанзиви, наносећи тешке губитке јапанским снагама на граници.

### Емиши ратови (780-811)
У време Камуовог ступања на престо 781. године, јапанска влада је доспела у кризу у односима са непокорним народом који је живео у области Хоншу сада познатој као префектуре Фукушима и Нигата, а такође и даље на северу. Мало се са сигурношћу зна о тим људима: чак је и њихово име предмет спора. Логографска ортографија која се обично користила у вези са њима све до почетка деветог века генерално се сматра да се читала и као „Емиши“ и „Ебису“ (такође „Езо“ после средњег Хејан периода) , али друга читања („Каи“ и „Аину“) се и даље заговарају у научним круговима.
Кинески извори из средине седмог века називају их длакавим људима (због дугих брада). У културном смислу, неки Емиши су очигледно били ловци и сакупљачи; али други су били земљорадници барем још у осмом веку, а вероватно и из времена Јајоја (отприлике 300. п. н. е.-300); док су нека племена бежала у планине пред јапанским освајачима, друга су јахала коње и користила коњичке стрелце у борби. Нихон Шоки, прва јапанска писана историја (из 720) описује их као дивље варваре:
```
Чујем да су источни странци по природи жестоки и дивљи, и да је њихов главни интерес насилни напад. Њиховим селима недостају поглавице, њиховим насељима недостају главари. Жудећи за територијом, сви пљачкају једни друге. Даље, постоје зла божанства у планинама и изопачени ђаволи на равницама. Оне ометају пролаз на раскрсницама и блокирају путеве, наносе велике невоље људима.
[
8
]
```

```
Најжешћи од тих источних странца су Емиши. Мушкарци и жене живе заједно, нити постоји разлика између оца и сина. Зими бораве у рупама; лети бораве у гнездима. Носе крзна и пију крв; најстарија и млађа браћа су неповерљиви једни према другима. Пењући се на планине они су као птице које лете; трче кроз траву као крзнене звери у бегу. Заборављају примљена доброчинства, али увек узвраћају претрпљене неправде и у ту сврху сакривају стрелу у својим перчинима и носе мач испод својих хаљина. Понекад се удруже и нападају пограничне области; понекад вребају згодна времена у пољопривреди и пљачкају народ. Ако су нападнути, крију се у трави; ако их прогоне, одлазе у планине. Стога, никада од давнина нису били подложни преображавајућем царском утицају.
[
8
]
```

Емиши су већином живели у племенским групама, али јапански културни и политички утицаји, који су продрли у област Фукушиме још у четвртом веку, натерали су неке од њих да постану пољопривредници, са вођама који су могли да буду постављени као локални званичници јапанске владе. Како су Јапанци ширили своју администрацију и насељенике даље на север и исток након Таика реформи средином седмог века, односи са Емишијима су се погоршавали, а долазило је до спорадичних ерупција насиља – изолованих напада једних на друге, убијања и ратовања. Али тек 780. године, годину дана пре Камуовог ступања на престо, ствари су дошле до изражаја. Те године, баш када су се јапанске снаге спремале да нападну Емиши упориште Исава (око петнаест миља северно од модерног Хираизумија у префектури Ивате), суочиле су се са побуном моћног Емиши савезника по имену Корехару но Азамаро, који је имао јапанску провинцијску титулу. Њихове вође су убијене, а у немирима који су уследили, Емиши су заузели главно војно седиште региона, тврђаву Тага, и запалили га. Јапанци су се тада нашли суочени са изненадном опасном претњом по њихово присуство на североисточним територијама.
Азамарова побуна 780. године била је почетак више од тридесет година ратовања великих размера између Емишија и Јапанаца. Главне јапанске војне кампање против Емишија 780-781, 788-789. и 794. наишле су на пораз или половичан успех. Тек 801-802, јапанске снаге под командом жутобрадог ратника "дива" Саканоуе но Тамурамаро (758-811) су успеле да победе главног вођу Емишија, Атеруија, и трајно заузму и поседну његову базу у Исави. Релативно ограничена акција под Фунја но Ватамаро (765-823) против две области Емиши, у данашњем источном делу префектуре Ивате и дуж границе Аомори-Ивате, довела је до формалног завршетка Емиши ратова 811, а следеће године већина јапанских армија на североистоку је демобилисана.

### Јапанска власт и асимилација
Јапански продор у североисточни део Хоншуа обележен је успостављањем утврђења (Јо) и палисада (саку) на читавом подручју како се линија колонизације и освајања кретала на исток и север. Циљ није био само да се обезбеде упоришта за одбрану од Емишија, већ и да се створе административни центри преко којих је централна власт могла да врши контролу над јапанским колонистима који су масовно слати у регион из Кантоа и централног Хоншуа. 796. године, на пример, 9.000 људи из Сагамија, Мусашија и седам других провинција се каже да су премештени у регион тврђаве Иџи (у садашњој префектури Мијаги) и основани као „домаћинства за палисаде“  да би тамо обрађивали земљу.
Иако је кичма оружаног отпора Емишија јапанском освајању сломљена током три деценије борби од 780. до 811. сукоб никако није био коначно решен. Побуне Емишија против јапанске власти у провинцији Дева 878-79. и 939. године, претња даљим устанком и избијање борби међу самим Емишијима држали су ово подручје у готово континуираном стању узбуне и напетости током наредних век и по. Затим, како је контрола централне владе ослабила и асимилација Емишија се наставила, а вође Емишија су почели да играју све већу улогу у локалној управи, сукоб је интернализован у јапанском друштву, избијајући поново у отворени рат током Ранијег деветогодишњег рата (1051-1062) и Каснијег трогодишњег рата (1083-87), када су вође пореклом од Емишија (клан Абе) настојали да потврде своју независност од централне владе. Прву кампању је наредио двор, који је именовао сина Минамото но Јоринобуа, Минамото Јоријоши (988-1075) за команданта, али је други рат био подухват његовог сина Јошијеа (1039-1106), који је двор одбио да овласти или подржи . Област се касније развила у приватну сатрапију локалне породице Фуџивара која се венчала са водећом породицом Емиши (клан Абе), остајући независна од централне контроле све до времена освајања Минамото но Јоритома 1189. године, више од четири века након Азамарове побуне 780. До тада неасимиловани Емиши били су углавном ограничени на најсевернији врх Хоншуа и на Хокаидо.